# Hầu tước xứ Aberdeen và Temair
Hầu tước xứ Aberdeen và Temair (tiếng Anh: Marquess of Aberdeen and Temair) là một tước hiệu quý tộc thuộc Đẳng cấp quý tộc Vương quốc Liên hiệp Anh, được lấy theo địa danh Hạt Aberdeen, Hạt Meath và Hạt Argyll. Nó được tạo ra vào ngày 04/01/1916, và trao cho John Hamilton-Gordon, Bá tước thứ 7 xứ Aberdeen.

## Lịch sử
Tước hiệu này được trao cho Gia tộc Gordon, khởi đầu từ John Gordon, một người bảo hoàng trong Nội chiến Anh. Năm 1642, ông được trao tước vị Nam tước xứ Haddo, sau bị chặt đầu bởi phe hiệp ước, sau khi phục hoàng, tước vị được khôi phục cho con trai của ông. Đến đời Nam tước thứ 3 là thì được nâng lên hàng quốc tộc Scotland với tước hiệu Lãnh chúa xứ Haddo, Methlick, Tarves và Kellie, Tử tước xứ Formartine và Bá tước xứ Aberdeen. Đến đời bá tước thứ tư được phong thêm Tử tước Gordon xứ Aberrdeen ở Hạt Aberdeen thuộc Đẳng cấp quý tộc Vương quốc Liên hiệp Anh và nhận được một ghế trong Viện Quý tộc Anh. Ông này là một nhà ngoại giao và chính khách lỗi lạc, từng là ngoại trưởng và Thủ tướng Vương quốc Anh.
Bá tước thứ bảy là John Hamilton-Gordon, một chính trị gia Đảng Tự do và từng là Phó vương Ireland năm 1886 và từ 1905 đến 1915 và là Toàn quyền Canada từ 1893 đến 1898. Vào ngày 4 tháng 1 năm 1916, ông được phong làm Bá tước xứ Haddo, ở Hạt Aberdeen, và Hầu tước xứ Aberdeen và Temair, ở Hạt Aberdeen, ở Hạt Meath và ở Hạt Argyll. Cả hai tước hiệu đều thuộc Đẳng cấp quý tộc Vương quốc Liên hiệp Anh.